# Gymnastique artistique aux Jeux olympiques d'été de 2012 - saut de cheval hommes
Pour un article plus général, voir Gymnastique artistique aux Jeux olympiques d'été de 2012.
Navigation
Pékin 2008 Rio de Janeiro 2016
La finale du concours du saut de cheval hommes de gymnastique artistique des Jeux olympiques d'été de 2012, organisés à Londres (Royaume-Uni), se déroule à la North Greenwich Arena le 6 août 2012.

## Médaillés
| Or            | Argent         | Bronze         |
| Yang Hak-seon | Denis Ablyazin | Igor Radivilov |

## Faits marquants
La victoire revient au Sud-coréen Yang Hak-seon avec un score de 16.533. Il devance le Russe Denis Ablyazin (16.399) et l'Ukrainien Igor Radivilov (16.316).

## Résultats

### Finale
| Rang               | Gymnaste                 | Pays            | Score D | Score E | Pén.   | Score 1 | Score D | Score E | Pén.   | Score 2 | Total  |
| ------------------ | ------------------------ | --------------- | ------- | ------- | ------ | ------- | ------- | ------- | ------ | ------- | ------ |
| Médaille d'or      | Yang Hak-seon            | Corée du Sud    | 7.400   | 9.066   |        | 16.466  | 7.000   | 9.600   |        | 16.600  | 16.533 |
| Médaille d'argent  | Denis Ablyazin           | Russie          | 7.000   | 9.433   |        | 16.433  | 7.200   | 9.166   |        | 16.366  | 16.399 |
| Médaille de bronze | Igor Radivilov           | Ukraine         | 7.000   | 9.400   |        | 16.400  | 7.000   | 9.233   |        | 16.233  | 16.316 |
| 4                  | Tomás González Sepulveda | Chili           | 7.000   | 9.400   |        | 16.400  | 6.600   | 9.366   |        | 15.966  | 16.183 |
| 5                  | Samuel Mikulak           | États-Unis      | 7.000   | 9.100   |        | 16.100  | 6.600   | 9.400   |        | 16.000  | 16.050 |
| 6                  | Isaac Botella Perez      | Espagne         | 6.600   | 9.300   |        | 15.900  | 6.600   | 9.233   |        | 15.833  | 15.866 |
| 7                  | Flavius Koczi            | Roumanie        | 7.000   | 9.200   | 0.10   | 16.100  | 6.200   | 9.066   | 0.10   | 15.166  | 15.633 |
| 8                  | Kristian Thomas          | Grande-Bretagne | 7.000   | 9.366   |        | 16.366  | 6.600   | 8.200   |        | 14.700  | 15.533 |
| Rang               | Gymnaste                 | Pays            | Saut 1  | Saut 1  | Saut 1 | Saut 1  | Saut 2  | Saut 2  | Saut 2 | Saut 2  | Total  |

### Qualifications
| Rang | Gymnaste                 | Pays            | Saut 1  | Saut 1  | Saut 1 | Saut 1     | Saut 2  | Saut 2  | Saut 2 | Saut 2     | Total  | Qual. |
| Rang | Gymnaste                 | Pays            | Score A | Score B | Pen.   | Total Saut | Score A | Score B | Pen.   | Total Saut | Total  | Qual. |
| ---- | ------------------------ | --------------- | ------- | ------- | ------ | ---------- | ------- | ------- | ------ | ---------- | ------ | ----- |
| 1    | Denis Ablyazin           | Russie          | 7.000   | 9.300   |        | 16.300     | 7.200   | 9.233   |        | 16.433     | 16.366 | Q     |
| 2    | Yang Hak-seon            | Corée du Sud    | 7.000   | 9.233   |        | 16.233     | 7.000   | 9.433   |        | 16.433     | 16.333 | Q     |
| 3    | Tomás González Sepulveda | Chili           | 7.000   | 9.433   |        | 16.433     | 6.600   | 9.366   | 0.10   | 15.866     | 16.149 | Q     |
| 4    | Samuel Mikulak           | États-Unis      | 7.000   | 9.300   |        | 16.300     | 6.600   | 9.266   |        | 15.866     | 16.083 | Q     |
| 5    | Kristian Thomas          | Grande-Bretagne | 7.000   | 9.300   | 0.10   | 16.200     | 6.600   | 9.166   |        | 15.766     | 15.983 | Q     |
| 6    | Flavius Koczi            | Roumanie        | 7.000   | 9.166   | 0.10   | 16.066     | 7.000   | 8.933   | 0.10   | 15.833     | 15.949 | Q     |
| 7    | Isaac Botella Perez      | Espagne         | 6.600   | 9.266   |        | 15.866     | 6.600   | 9.200   |        | 15.800     | 15.833 | Q     |
| 8    | Igor Radivilov           | Ukraine         | 7.000   | 9.266   |        | 16.266     | 7.000   | 8.633   | 0.30   | 15.333     | 15.799 | Q     |